# آرتور گاردنر (تهیه‌کننده)
آرتور گاردنر (انگلیسی: Arthur Gardner؛ زادهٔ ۷ ژوئن ۱۹۱۰ - درگذشته ۱۹ دسامبر ۲۰۱۴) یک هنرپیشه و تهیه‌کننده اهل ایالات متحده آمریکا بود.

## بخشی از فیلمشناسی
از فیلم‌ها یا برنامه‌های تلویزیونی که وی در آن نقش داشته‌است می‌توان به آثار زیر اشاره کرد.
- در جبهه غرب خبری نیست (۱۹۳۰)
- مدرسه هنرپیشگی (۱۹۳۸)
- زیرزمین (۱۹۷۰ فقط تهیه‌کننده)
- خون‌آشام (۱۹۵۷ فقط تهیه‌کننده)